# Life's Staircase
Life's Staircase è un cortometraggio muto del 1915 diretto da Frank Cooley. Prodotto dalla American Film Manufacturing Company, il film - di genere drammatico - aveva come interpreti Webster Campbell e Neva Gerber.

## Trama
L'incontro tra Jack Bentley e Gladys Turner finisce in un fidanzamento. I due, sinceramente innamorati, decidono ognuno per proprio conto di cancellare il ricordo di ogni storia d'amore passata. Soli nelle rispettive case, ricordano gli eventi del passato che via via si cancellano davanti alla realtà del presente. Il giorno del matrimonio, ormai la coppia non fa altro che pensare al futuro. Quando però scendono le scale per recarsi nel salone dove si trovano l'officiante e gli ospiti, i due sposi sono ossessionati dagli spiriti dei loro amanti passati. I fantasmi alla fine spariscono quando il pastore unisce i due in matrimonio: la luna di miele, poi, fa dissolvere definitivamente tutti i ricordi del passato che vengono per sempre dimenticati.

## Produzione
Il film fu prodotto dalla American Film Manufacturing Company.

## Distribuzione
Distribuito dalla Mutual, il film (un cortometraggio in una bobina), uscì nelle sale statunitensi l'11 maggio 1916.